# كونيل نورمان
كونيل نورمان (بالإنجليزية: Coniel Norman)‏ مواليد 24 سبتمبر 1953 في ديترويت، هو لاعب كرة سلة أمريكي معتزل. بدأ مسيرته الاحترافية في سنة 1974. تم اختياره من قبل فريق فيلادلفيا سفنتي سيكسرز خلال الدرافت. يبلغ طوله 6 قدم 3 بوصة (1.9 م). اعتزل اللعب في 1979. لعب مع فيلادلفيا سفنتي سيكسرز ولوس أنجلوس كليبرز.

## روابط خارجية
- كونيل نورمان على موقع إن بي أي (الإنجليزية)
- كونيل نورمان على موقع سبورتس رفرنس (الإنجليزية)
- كونيل نورمان على موقع كلية كرة السلة في سبورتس رفرنس.كوم (الإنجليزية)
- كونيل نورمان على موقع ريلجم (الإنجليزية)
- كونيل نورمان على موقع بروبوليرز (الإنجليزية)